# Festungsviereck
Ein Festungsviereck (Quadrilatero) ist eine Anordnung von vier Festungen, bei der ein Angriff auf eine der Festungen stets durch eine oder mehrere der anderen störend beeinflusst werden kann.
Der Bau eines Festungsvierecks war nicht überall möglich. Eine günstige Lage war an Wasserläufen gegeben, wobei gesicherte Übergänge geschaffen wurden, um den Verkehr zwischen den Festungen geschützt zu ermöglichen. Eine solche Konstruktion bot einer schwächeren Armee die Möglichkeit, sich einem übermächtigen Angriff zu entziehen und doch das Feld nicht vollständig zu räumen.

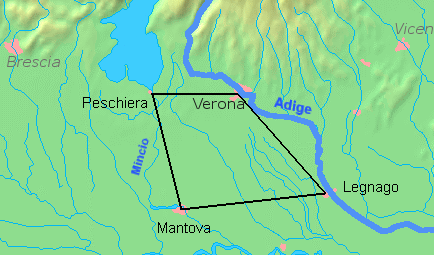
Das österreichische Festungsviereck am Mincio und an der Etsch, der Hauptkriegsschauplatz von 1848

## Königreich Lombardo-Venetien
Am bekanntesten ist das oberitalienische Festungsviereck Mantua–Peschiera del Garda–Verona–Legnago, das seine Berühmtheit den militärischen Operationen Radetzkys 1848 verdankte. Es sollte helfen, die zu Österreich gehörenden Gebiete in Oberitalien im Sinne Österreichs zu halten. Verstärkt wurde dieses Festungsviereck dadurch, dass Peschiera und Mantua durch den Fluss Mincio und Verona und Legnago durch die Etsch miteinander verbunden sind, so dass die westliche und die östliche Seite des Vierecks jeweils auch noch ein natürliches Hindernis darstellen.

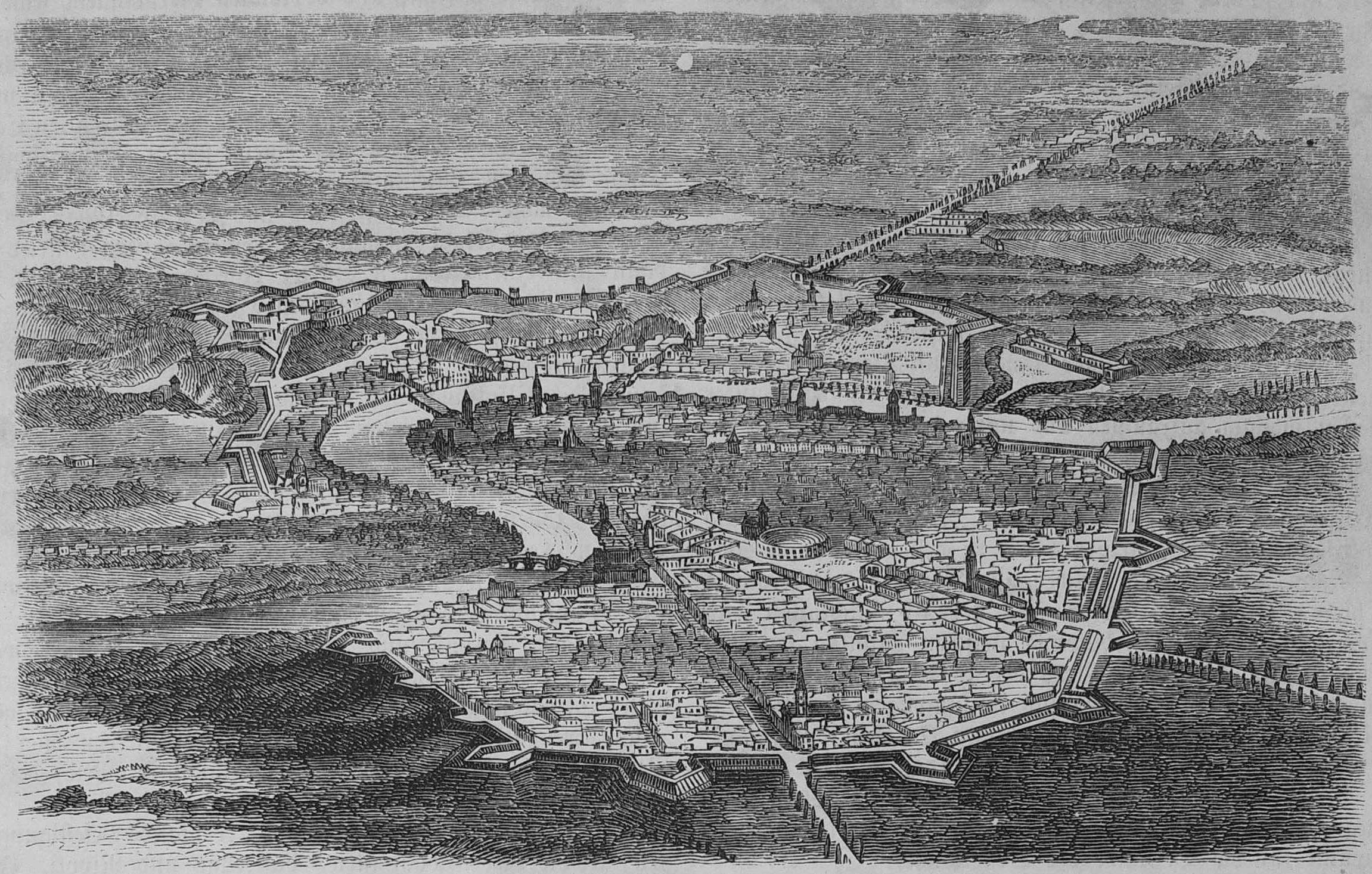
Verona
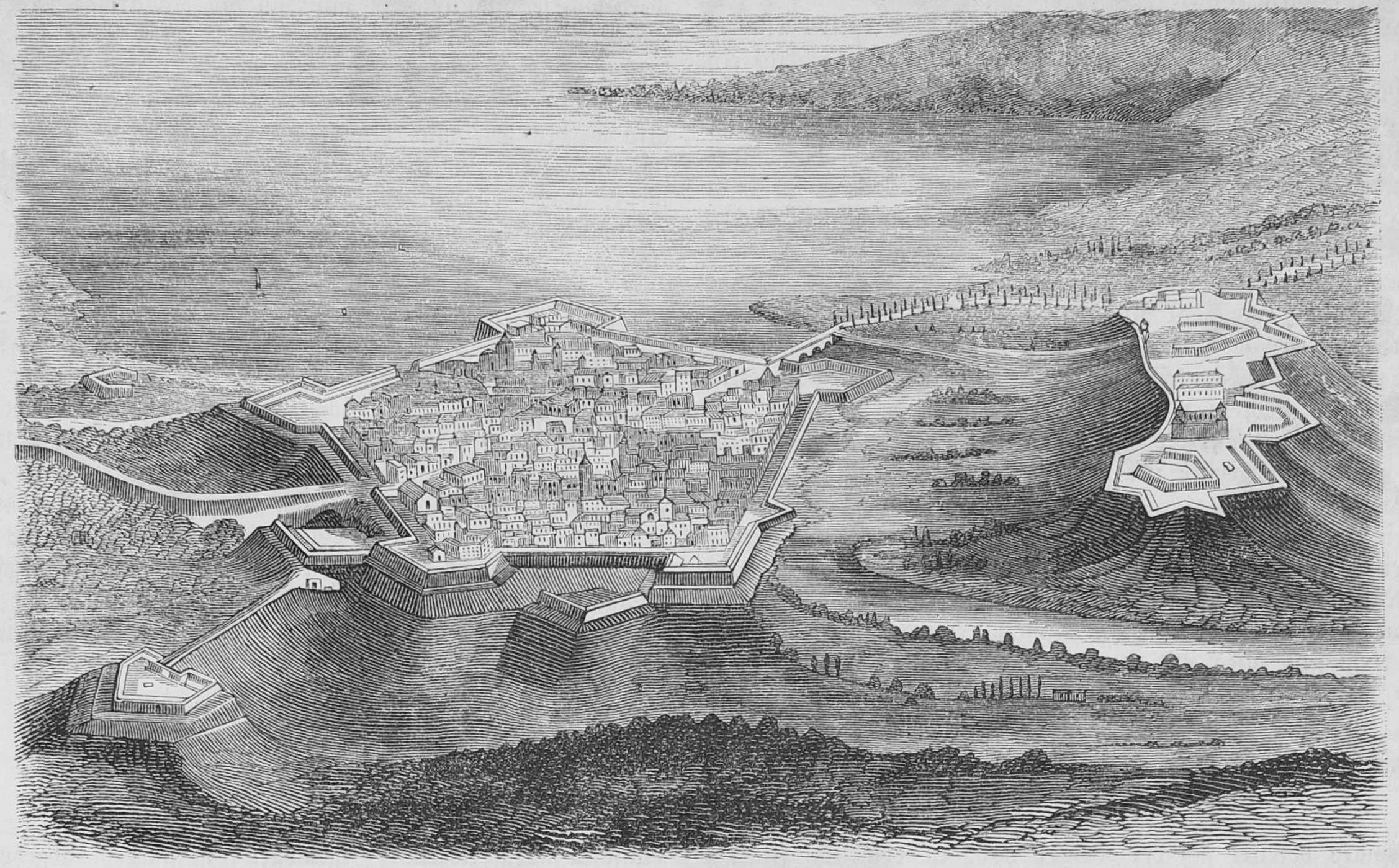
Peschiera del Garda
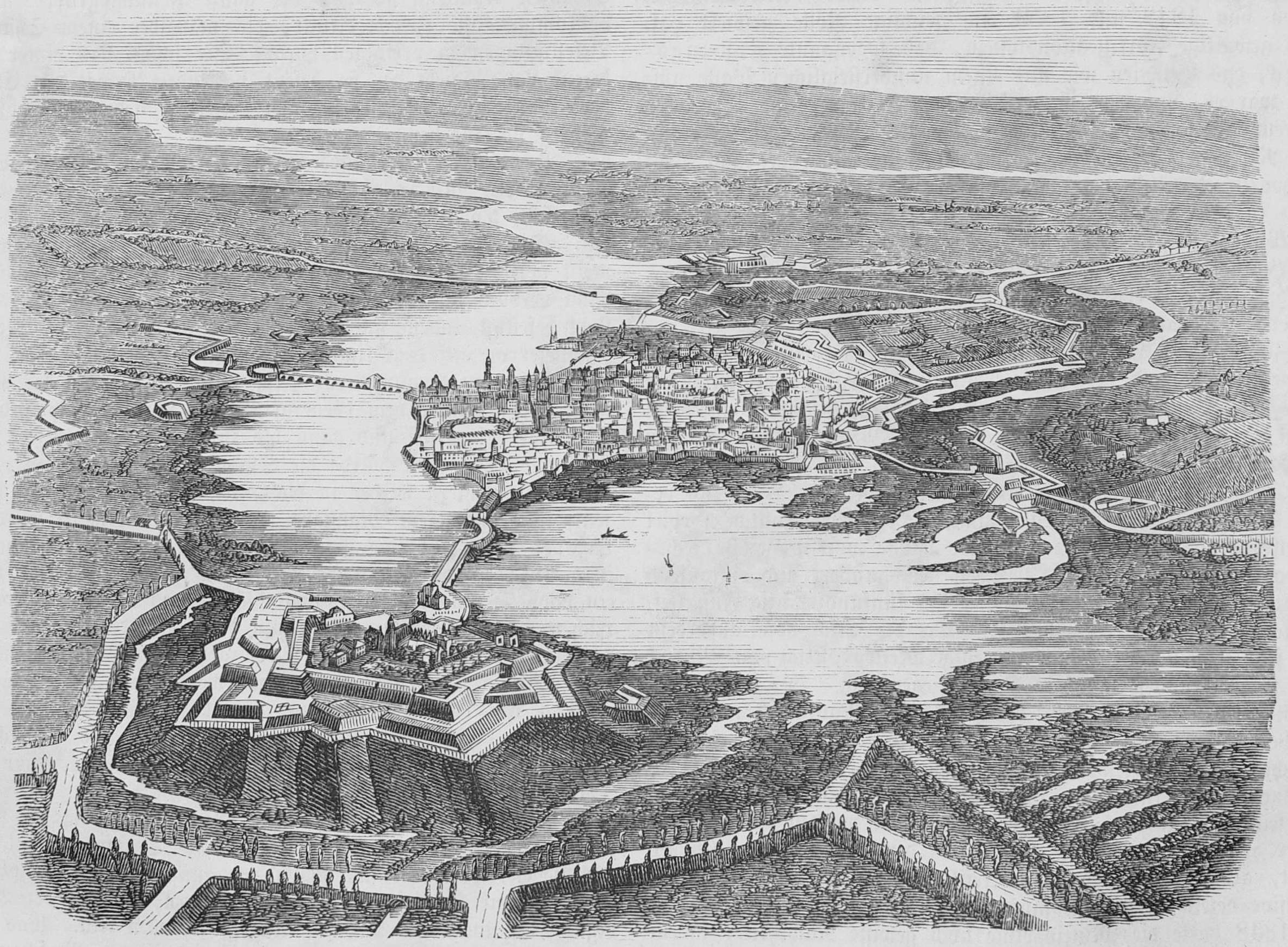
Mantua
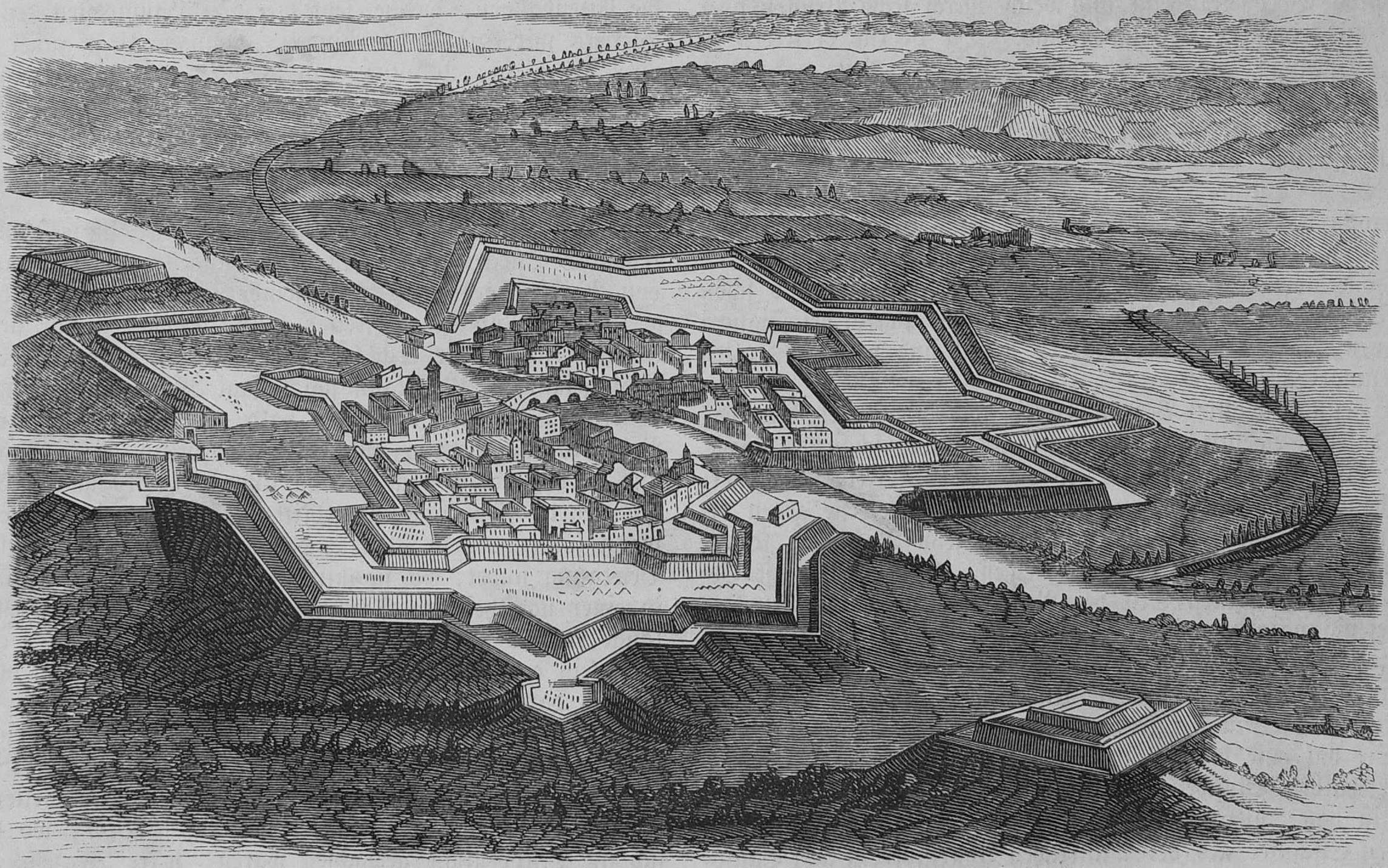
Legnago

## Weitere
- Osmanisches Reich: Weiter bekannt sind das osmanische Festungsviereck in Bulgarien Silistra–Warna–Schumla–Rustschuk und
- Russisches Kaiserreich: das seinerzeit russische Nowogeorgiewsk–Warschau–Iwangorod–Brest-Litowsk im heutigen Polen und Belarus.
- Deutsches Kaiserreich: Ein kleineres Festungsviereck bildeten die Forts Langlütjen I, Langlütjen II, Brinkamahof I sowie Brinkamahof II in der Wesermündung bei Bremerhaven.